# Harold Kroto
Sir Harold "Harry" Kroto (født Harold Walter Krotoschiner, 7. oktober 1939 i Wisbech i Cambridgeshire, død 30. april 2016) var en britisk kemiker og nobelprismodtager. Han blev tildelt Nobelprisen i kemi i 1996 sammen med Robert Curl og Richard Smalley, for deres opdagelse af Fullerener. Samme år blev han adlet af dronning Elizabeth 2.